# Route nationale 542
Pour les articles homonymes, voir Route 542.
La route nationale 542, ou RN 542, est une route nationale française reliant Sainte-Livrade à Lasserre-Pradère, et doublant la route nationale 224. Elle a la particularité notable d'être en partie interdite aux véhicules à moteurs, sur un tronçon où les bornes kilométriques indiquent P542 au lieu de N542.
Anciennement, elle reliait Le Pontet à Montgardin. 

## Histoire
Cette route a subi une modification d'itinéraire avec la RN 100B conséquence des travaux d'aménagement du barrage de Serre-Ponçon. Par le passé, la RN 542 continuait jusqu'à Remollon et Espinasses.
La réforme de 1972 a entraîné le déclassement de cette section dite d'Avignon à Embrun, en RD 942 dans le Vaucluse et dans les Hautes-Alpes et en RD 542 dans la Drôme.
La section du Pontet à Carpentras est à 2×2 voies.

## Tracé actuel
- Haute-Garonne
- Croisement avec la N224 à Sainte-Livrade
- Début de la N542
- Croisement avec le hameau Le Chemin Tort
- Pont au-dessus de la Save
- Gers
- Croisement avec la route vers le centre de Ségoufielle
- Début de section interdite aux véhicules motorisés (sauf convois IGG)
- Haute-Garonne
- Fin de la N542 sur la commune de Lasserre-Pradère et croisement avec la N224

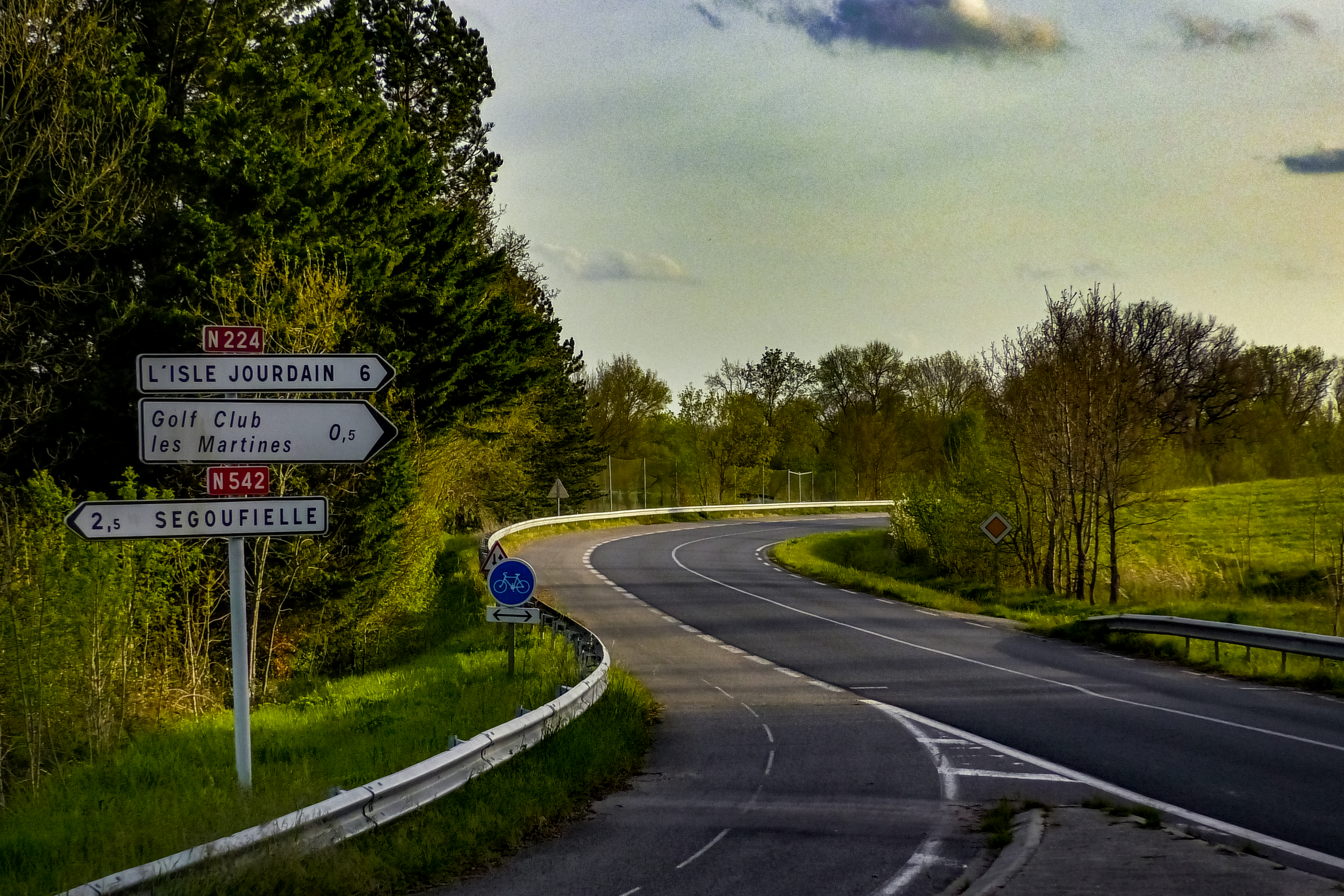
Panneau au début de la N542 à Sainte-Livrade sur la N224
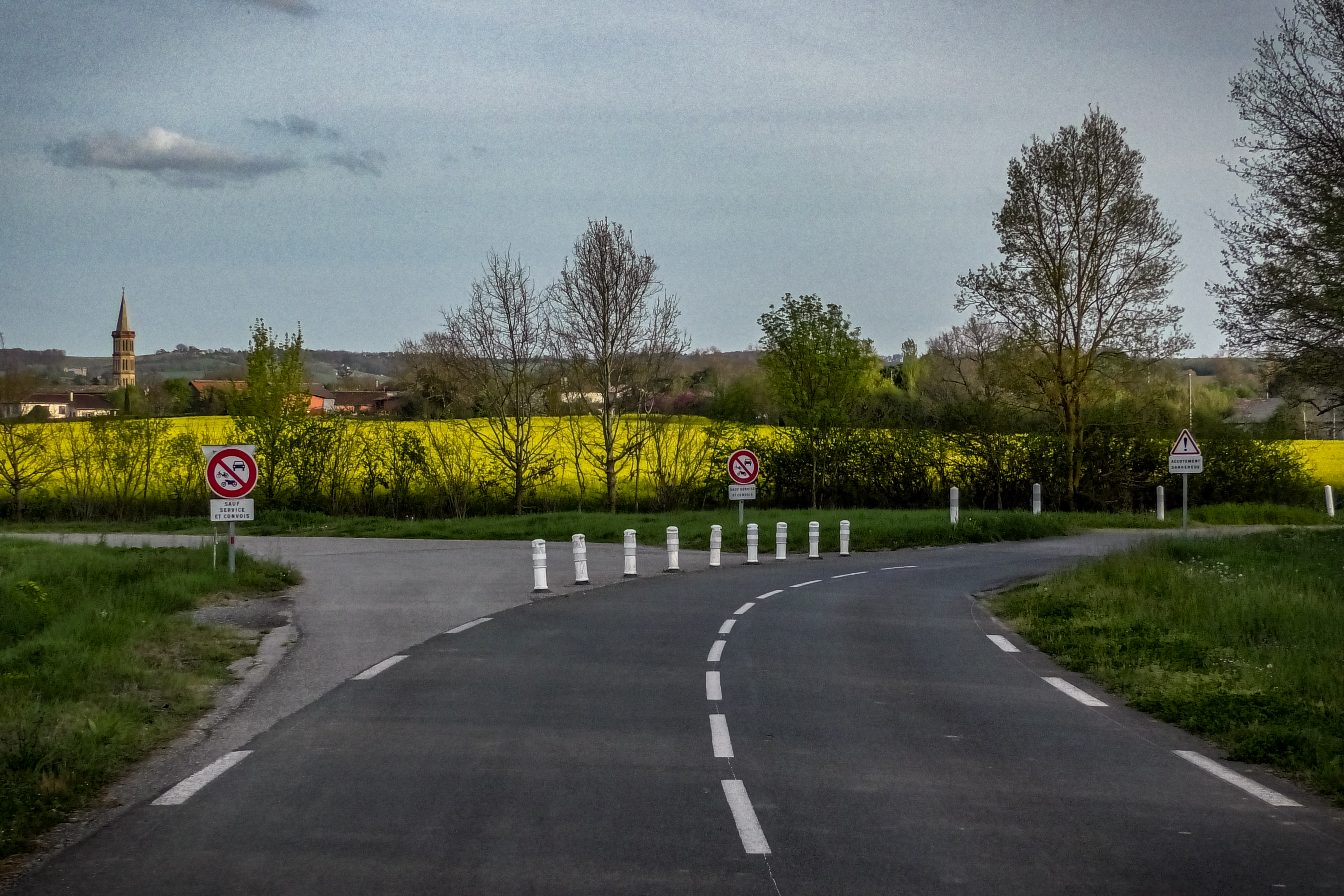
Croisement à Ségoufielle et début de la section interdite aux véhicules motorisés autre que les convois de l'IGG (dite P542).
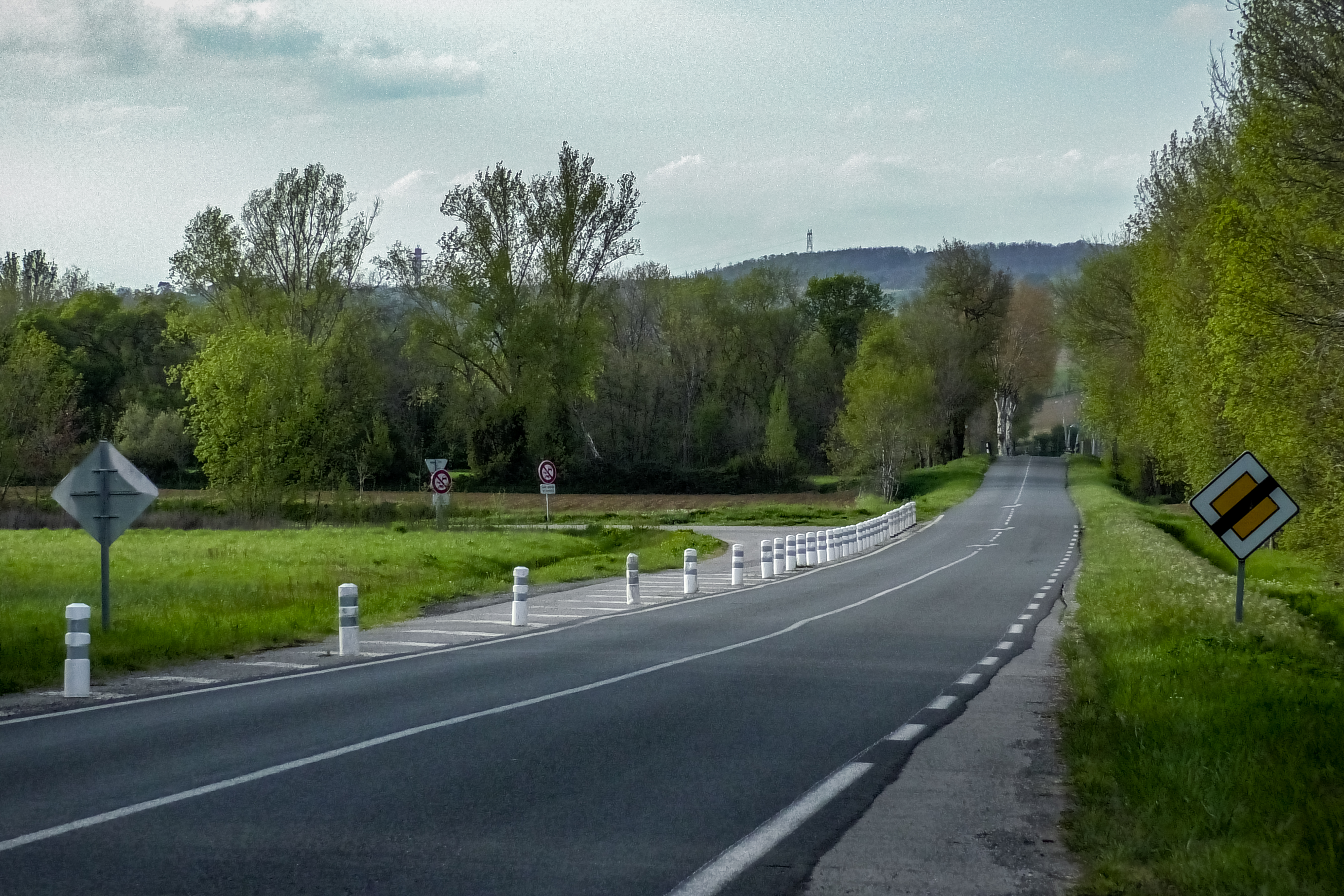
Fin de la N542 (dite ici P542) sur la N224 à Lasserre-Pradère.

## Ancien tracé
- Le Pontet
- Vedène
- Entraigues-sur-la-Sorgue
- Monteux
- Carpentras
- Mazan
- Mormoiron
- Villes-sur-Auzon
- Monieux
- Sault
- Aurel
- Montbrun-les-Bains
- Barret-de-Lioure
- Col de Macuègne
- Séderon
- Barret-sur-Méouge
- Gorges de la Méouge
- Laragne-Montéglin, où elle croisait la RN 75
- Monêtier-Allemont, où elle rencontrait la RN 85
- Tallard
- Lettret
- Montgardin

## Trafic
La route départementale 942 est classée route à grande circulation par le décret no 2009-615 du 3 juin 2009 dans le Vaucluse, entre la RD 225 à Vedène et la RD 107 à Monteux. Il s'agit de la section à 2×2 voies.